# NGC 1199
NGC 1199 је елиптична галаксија у сазвежђу Еридан која се налази на NGC листи објеката дубоког неба.
Деклинација објекта је - 15° 36' 48" а ректасцензија 3h 3m 38,4s. Привидна величина (магнитуда) објекта NGC 1199 износи 11,4 а фотографска магнитуда 12,4. Налази се на удаљености од 31,446 милиона парсека од Сунца. NGC 1199 је још познат и под ознакама MCG -3-8-67, HCG 22A, PGC 11527.